# Insane Asylum
Insane Asylum es el primer álbum de estudio de la cantante estadounidense de blues rock Kathi McDonald. Fue publicado en febrero de 1974 a través de Capitol Records.

## Recepción de la crítica
Un escritor no especificado de la revista Cash Box escribió: “[McDonald] explota con belleza y poder al mismo tiempo en su nuevo LP de Capitol. Con reminiscencias de Janis Joplin en su mejor momento, Kathi muestra su talento como estilista y compositora”.

## Lista de canciones
| Lado uno |                              |                                           |          |  |
| N.º      | Título                       | Escritor(es)                              | Duración |  |
| 1.       | «Bogart to Bowie»            | Pete Sears Kathi McDonald                 | 4:07     |  |
| 2.       | «To Love Somebody»           | Robin Gibb Barry Gibb                     | 4:32     |  |
| 3.       | «(Love is Like a) Heat Wave» | Brian Holland Lamont Dozier Eddie Holland | 2:03     |  |
| 4.       | «Threw My Love Away»         | Sears                                     | 2:56     |  |
| 5.       | «Freak Lover»                | Mark Unobski                              | 3:36     |  |
| 6.       | «Down to the Wire»           | Neil Young                                | 2:53     |  |

| Lado dos |                    |                                             |          |  |
| N.º      | Título             | Escritor(es)                                | Duración |  |
| 1.       | «Heartbreak Hotel» | Mae Boren Axton Tommy Durden Elvis Presley  | 2:32     |  |
| 2.       | «If You Need Me»   | Wilson Pickett Robert Bateman Sonny Sanders | 2:52     |  |
| 3.       | «Somethin' Else»   | Eddie Cochran Sharon Sheeley                | 2:45     |  |
| 4.       | «All I Want to Be» | Peter Frampton                              | 3:41     |  |
| 5.       | «Insane Asylum»    | Willie Dixon                                | 6:05     |  |

## Créditos y personal
Créditos adaptados desde las notas de álbum de Insane Asylum.
Músicos
- Kathi McDonald – voz principal
- Aynsley Dunbar – batería
- Pointer Sisters – coros
- Nils Lofgren – guitarra en «Bogart to Bowie», «Down to the Wire» y «Insane Asylum»
- Pete Sears – bajo eléctrico y teclado en todas las canciones excepto «Freak Lover»; piano en «Freak Lover»; guitarra en «Insane Asylum»
- Bobbye Hall – percusión en «Bogart to Bowie», «(Love Is Like a) Heat Wave» y «Down to the Wire»
- Ronnie Montrose – guitarra líder en «(Love Is Like a) Heat Wave», «Heartbreak Hotel» y «If You Need Me»
- Greg Douglass – guitarra rítmica en «(Love Is Like a) Heat Wave», «Heartbreak Hotel» y «If You Need Me»
- Tower of Power – trompa en «(Love Is Like a) Heat Wave» y «If You Need Me»
- Neil Schon – guitarra en «Threw My Love Away» y «All I Want to Be»
- Mark Unobski – guitarra en «Freak Lover»
- Papa John Creach – violín en «Freak Lover»
- Jim McPherson – bajo eléctrico en «Freak Lover»
- John Cipollina – guitarra líder en «Somethin' Else»
- Gary Philippet – guitarra rítmica en «Somethin' Else»
- Boots Hughston – trompa en «Insane Asylum»
- Sly Stone – coros en «Insane Asylum»

Personal técnico
- David Briggs – productor
- Pete Sears – arreglos
- Tom Wilkes Productions, Inc. – diseño de portada, fotografía
- John Hoernie – director artístico
- Seiko Kashihara – ilustración

## Posicionamiento
| Gráfica (1974)                                  | Pico de posición |
| ----------------------------------------------- | ---------------- |
| Estados Unidos (Billboard Top LPs & Tape)       | 156              |
| Estados Unidos (Cash Box Top 100 Albums Cont'd) | 104              |
| Estados Unidos (Record World Album Chart)       | 140              |